# Ascorhynchus discrepans
Ascorhynchus discrepans är en havsspindelart som beskrevs av Stock, J.H. 1955. Ascorhynchus discrepans ingår i släktet Ascorhynchus och familjen Ammotheidae. Inga underarter finns listade i Catalogue of Life.